# 森城 (新墨西哥州)
森城（英語：City of the Sun）是位於美國新墨西哥州盧納縣的普查規定居民點。

## 人口
根據2020年美國人口普查的數據，森城的面積為0.66平方千米，皆為陸地。當地共有人口33人，而人口密度為每平方千米50人。